# ريتشارد كوستا
ريتشارد كوستا (5 يناير 1992 - ) هو لاعب كرة قدم هندي في مركز الوسط. لعب مع نادي تشرتشل براذرز.

## وصلات خارجية
- ريتشارد كوستا على موقع قاعدة بيانات كرة القدم.إي يو (الإنجليزية)
- ريتشارد كوستا على موقع Soccerway.com (الإنجليزية)